# Thế hệ Millennial
Thế hệ Millennial (tiếng Anh: Millennials, hoặc Generation Y, viết tắt: Gen Y) hay còn gọi là thế hệ thiên niên kỷ, là nhóm nhân khẩu học nằm giữa thế hệ X và thế hệ Z. Các nhà nghiên cứu và truyền thông phổ biến xem khoảng thời gian từ đầu thập niên 1980 đến giữa thập niên 1990 – đầu thập niên 2000 (từ năm 1981 đến 1996 hoặc từ năm 1980 đến năm 1994) là khoảng thời gian được sinh ra của nhóm này. Thế hệ Millennial còn được biết đến với tên gọi là "echo boomers" bởi vì sự gia tăng đột biến của tỷ lệ sinh giai đoạn thập niên 1980 – thập niên 1990 và còn bởi đa số họ là con cái của thế hệ bùng nổ dân số. Thế hệ này được đánh dấu bởi sự trưởng thành của họ dần làm quen và gắn liền với thời đại thông tin, cùng đó họ rất thoải mái trong việc sử dụng các thiết bị kỹ thuật số và mạng xã hội. Họ phần lớn là bố mẹ của thế hệ Alpha.

## Xuất xứ tên gọi
Các thành viên của đoàn hệ nhân khẩu học này được biết đến như là Millennials bởi vì họ trở thành người trưởng thành trong giai đoạn chuyển giao thiên niên kỷ.
Tác giả William Strauss và Neil Howe được cho rằng là đã đặt tên cho thế hệ này là Millennial. Họ đặt ra khái niệm này vào năm 1987, đây là khoảng thời gian những đứa trẻ sinh năm 1982 bước vào mẫu giáo và các phương tiện truyền thông lần đầu tiên nói về mối liên kết của những đứa trẻ thế hệ này với thiên niên kỷ mới. Bởi vì các đứa trẻ này sẽ tốt nghiệp trung học vào năm 2000 – thời điểm khởi đầu của thiên niên kỷ mới. William Strauss và Neil Howe đã viết về thế hệ này trong các cuốn sách của họ là Generations: The History of America's Future, 1584 to 2069 (1991), và Millennials Rising: The Next Great Generation (2000) .
Vào tháng 8 năm 1993, một biên tập của Advertising Age đặt ra tên gọi thế hệ Y để mô tả những thanh thiếu niên trong độ tuổi từ 13 đến 19 (sinh từ năm 1974 đến 1980), những người này trong thời điểm đó không được xem là thế hệ X. Tuy nhiên, những người sinh 1974 – 1980 sau này được cho là giai đoạn cuối của thế hệ X, và đến năm 2003, Ad Age đã thay đổi thời điểm bắt đầu của thế hệ này đến năm 1982 .
Millennials còn được gọi là thế hệ "Echo Boomers"  bởi vì họ là thế hệ sau của thế hệ bùng nổ dân số và bởi vì sự gia tăng tỷ lệ sinh trong những thập niên 1980 – 1990.

## Giới hạn năm và độ tuổi
Từ điển Oxford mô tả Thế hệ Millennial (Gen Y) là "một người đến độ tuổi trưởng thành vào đầu thế kỷ 21." 
Jonathan Rauch, thành viên cấp cao tại Viện Brookings, đã viết cho The Economist vào năm 2018 rằng năm 1981 đến năm 1996 là một định nghĩa "được chấp nhận rộng rãi" cho Thế hệ Millennial.
Reuters cũng tuyên bố rằng Thế hệ Millennial "được chấp nhận rộng rãi vì sinh từ năm 1981 đến năm 1996." 
Trung tâm Nghiên cứu Pew xác định thế hệ thiên niên kỷ sinh từ 1981 đến 1996, dựa theo "các yếu tố chính trị, kinh tế và xã hội" bao gồm: các cuộc tấn công khủng bố ngày 11 tháng 9, Đại suy thoái và bùng nổ Internet. Theo định nghĩa này, những người thuộc thế Y lớn tuổi nhất sẽ bước sang tuổi 40 và người trẻ nhất sẽ tròn 25 tuổi vào năm 2021.
Nhiều hãng truyền thông lớn và các tổ chức thống kê đã trích dẫn định nghĩa của Pew bao gồm tạp chí Time, The Washington Post, The New York Times, The Wall Street Journal, và Cục Thống kê Lao động Hoa Kỳ.

## Đặc điểm của Thế hệ Millennial

### Tính cách Thế hệ Millennial
Những người trong thế hệ Y xem trọng gia đình hơn là sự nghiệp. Họ trân trọng những phút giây bên cạnh gia đình vì vậy họ thường là những người có sức ảnh hưởng trong  gia đình. Điều này không chỉ thấy ở người đã lập gia đình mà cả những thành viên chưa kết hôn, họ dành thời gian với anh chị em, ông bà, cha mẹ,.... Vì vậy Millennials luôn cân bằng thời gian giữa công việc và cuộc sống. 
Họ có xu hướng tìm kiếm những điều mới lạ, không ngại thách thức. Do đó, việc mở mang kiến thức, phát triển bản thân là điều tạo động lực cho họ để có một công việc ý nghĩa.
Millennials thường yêu thích các hoạt động đội nhóm như các câu lạc bộ thể thao, các cuộc thi, … vì vậy mà việc hợp tác, đoàn kết được họ đánh giá cao. Họ có tinh thần trách nhiệm cao và gắn bó với cộng đồng.  Đồng thời, họ muốn được người khác ghi nhận, khẳng định giá trị của bản thân trong một tập thể.
Thế hệ Y cho rằng, sự ép khuôn, "răm rắp" nghe theo lệnh của cấp trên không giúp nhân viên phát triển năng lực. Đối với họ, cấp trên nên giữ vai trò là người cố vấn để đưa ra những gợi ý, lời khuyên hữu ích cho nhân viên. Để từ đó nhân viên có thể phát huy được sự sáng tạo. Việc đề ra giải pháp sáng tạo trong công việc và xây dựng  mối quan hệ vững giữa cấp trên và nhân viên luôn được gen Y đề cao. 
Họ cởi mở, tích cực, dễ dàng tiếp thu những điều mới  và không ngại nêu lên quan điểm của bản thân. Đặc biệt là những chủ đề về các quyền con người như quyền bình đẳng, đồng tính hay các vấn đề về tôn giáo. Điểm này được cho rằng vượt bậc hơn so với Gen X.  

### Hành vi sử dụng công nghệ số
Không như Gen Alpha - Thế hệ gắn bó với công nghệ ngay từ khi mới chào đời, Thế hệ Millennial là những người chứng kiến từng bước phát triển của công nghệ. Họ được tiếp xúc dần dần từ lúc công nghệ chưa được định nghĩa cho đến khi kỹ thuật số được áp dụng rộng rãi. Millennials có khả năng thích ứng với sự thay đổi, đối với họ giờ đây công nghệ không phải là thứ gì đó quá khó khăn. Chẳng hạn như thực tế ảo (VR), điện thoại thông minh, trí tuệ nhân tạo (AI),... được gen Y tiếp cận và sử dụng dễ dàng.
Reynol Junco và Jeanna Mastrodicasa (hai tác giả của sách Connecting to the Net.Generation: What Higher Education Professionals Need to Know About Today's Students, xuất bản năm 2007) đã  thực hiện cuộc khảo sát về Thế hệ Millennial, tập trung đối tượng là các sinh viên đại học. Sau khi thu thập được 7705  mẫu khảo sát, họ cho rằng, thế hệ Y ra đời từ 1982 trở đi, sử dụng công nghệ để liên lạc với gia đình có tỷ lệ cao hơn so với các thế hệ trước. (Cụ thể, 94% có điện thoại di động, 97% có máy tính, …) 
Thế hệ Millennial yêu thích sử dụng mạng xã hội như Twitter, Facebook,.. để tương tác với bạn bè, xem tin tức,.. Việc sử dụng TV không còn phổ biến, một số gen Y sử dụng các thiết bị di động kết nối với Internet là công cụ chính để tiếp cận với thế giới bên ngoài.

## Con cháu Thế hệ Millennial
Khi triển vọng kinh tế của họ được cải thiện, hầu hết thế hệ Y nói rằng họ mong muốn hôn nhân, con cái và quyền sở hữu nhà. Nhà nhân khẩu học và nhà tương lai học Mark McCrindle đã đề xuất cái tên " Thế hệ Alpha " (hay Thế hệ α) cho con cháu của thế hệ Y, những người sinh ra sau Thế hệ Z .  McCrindle dự đoán rằng các công nghệ truyền thông điện tử hiện đại sẽ được tích hợp vào cuộc sống của họ hơn bao giờ hết,  và thế hệ này rất có thể sẽ trì hoãn các dấu hiệu cuộc sống tiêu chuẩn như hôn nhân, sinh con và nghỉ hưu, cũng như một vài thế hệ trước Ông cũng dự đoán rằng họ sẽ có tuổi thọ dài hơn và quy mô gia đình nhỏ hơn.  Làn sóng đầu tiên của thế hệ sẽ đến tuổi trưởng thành vào những năm 2030. Vào thời điểm đó, dân số loài người sẽ có khoảng chín tỷ và thế giới sẽ có tỷ lệ người trên 60 tuổi cao nhất trong lịch sử,  có nghĩa là toàn thế hệ nhân khẩu học này sẽ chịu gánh nặng của một dân số già.   
Vào năm 2016, số lượng phụ nữ Mỹ thuộc thế hệ Y đã sinh ít nhất một lần, đạt 17,3 triệu.    Trên toàn cầu, có khoảng hai triệu rưỡi người thuộc thế hệ Alpha được sinh ra mỗi tuần và con số này dự kiến sẽ đạt 2 tỷ vào năm 2025. Tuy nhiên, phần lớn sự gia tăng dân số của con người trong những năm 2010 đến từ Châu Phi và Châu Á, vì các quốc gia ở Châu Âu và Châu Mỹ có xu hướng có quá ít trẻ em được sinh ra vào thời điểm này.   Theo Liên Hợp Quốc, tốc độ tăng trưởng hàng năm trên toàn cầu đã giảm dần kể từ cuối thế kỷ XX, giảm xuống còn khoảng 1% vào năm 2019. Họ cũng phát hiện ra rằng tỷ lệ sinh đang giảm nhanh hơn ở các nước đang phát triển so với suy nghĩ trước đây và sau đó dự báo dân số của họ đã được sửa đổi vào năm 2050 xuống còn 9,7 tỷ. Tỷ lệ sinh sản đang giảm trên toàn thế giới nhờ mức sống ngày càng tăng, tiếp cận tốt hơn với các biện pháp tránh thai và cải thiện các cơ hội giáo dục và kinh tế. Tỷ lệ sinh trung bình toàn cầu là 2,4 trong năm 2017, giảm so với 4,7 vào năm 1950,  trong khi tuổi thọ trung bình toàn cầu tăng từ 52 năm 1960 lên 72 vào năm 2017.   

## Ảnh hưởng của Thế hệ Millennial đối với doanh nghiệp
Kì vọng của thế hệ Y khác so với các thế hệ trước đó, do vậy các công ty cần phải suy nghĩ lại về thương hiệu, marketing và mô hình kinh doanh để phù hợp với họ.
Theo khảo sát của Tập đoàn Tư vấn Boston, thế hệ Y thích mua sắm và tạo ra ảnh hưởng, tin tưởng vào doanh nghiệp và chính phủ, và tin rằng những tổ chức này có thể tạo ra thay đổi mang tính toàn cầu.
Những công ty thực sự hiểu thế hệ Y và hoạt động ăn khớp với họ có cơ hội trở nên nổi bật trong thị trường và hình thành mối quan hệ lâu dài với khách hàng.
Thế hệ này muốn sự thỏa mãn nhanh chóng. Họ chú trọng tốc độ, sự thuận tiện, hiệu quả trong mọi giao dịch. Họ là các khách hàng vội vã, và doanh nghiệp cần phải tìm ra cách khiến họ dành thời gian xây dựng mối quan hệ với thương hiệu.
Họ tin tưởng vào bạn bè hơn là quảng bá của doanh nghiệp. Họ tin tưởng vào trải nghiệm người dùng từ bạn bè, người cùng lứa, v.v... hơn là lời khuyên từ các chuyên gia giới thiệu sản phẩm. Do đó, doanh nghiệp cần phải chú ý đến những bàn tán về thương hiệu của họ trong những cuộc trò chuyện của giới trẻ trên mạng xã hội, diễn đàn, v.v...
Họ cũng thích giao tiếp trên trực tuyến và ngoại tuyến: Thế hệ Y dành rất nhiều thời gian sử dụng mạng xã hội. Khi mua hàng, so với các thế hệ khác thì họ ưu tiên các thương hiệu có trang Facebook và trang web di động. Do đó, việc mua sắm trên các trang thương mại điện tử là thường xuyên đối với những công dân thuộc thế hệ này. Họ hay giao tiếp nhóm, đi ăn, chơi với đồng nghiệp và gia đình. Điều này là tốt với các quán ăn, nhà hàng, vì khách đi theo nhóm thường chi nhiều tiền hơn so với khi đi ăn một mình.  
Ngoài ra, họ ủng hộ các chiến dịch marketing hoạt động vì một mục tiêu hay nguyên nhân cụ thể, ví dụ như để đấu tranh chống lại HIV/AIDS.